# 大鳴戸淀右エ門
大鳴門 淀右エ門（おおなると よどえもん、生没年不詳）は、出羽国（現:秋田県）出身の元江戸相撲力士。最高位は大関。

## 経歴
出羽国出身。宝暦3年（1753年）に大坂相撲で初土俵を踏んだが、6尺4寸（約194cm）、40貫800匁（約153kg）の巨漢を見込まれていきなり看板大関として5月場所に附け出される。体格のみをもって抜擢されることが多い看板大関の中にあって実力も兼ね備えており、以降10年に渡って三役の座を守る。江戸相撲においては、宝暦11年10月場所において関脇で2戦2勝、次いで12年3月場所には大関に附け出されたが全休、これを最後に引退する。
当時の好角家からは、「風貌・仙台の丸山（横綱・丸山権太左衛門）によく似たり」といわれたという。

## 場所別成績
- 江戸相撲のみ示す。勝敗等の数は記録現存分のみ示す。

| 1757年 | x                 | 東関脇 –     |
| 1758年 | 東小結 –          | 東小結 –     |
| 1759年 | 東小結 –          | x            |
| 1760年 | x                 | 番付非掲載   |
| 1761年 | x                 | 西関脇 2–0–6 |
| 1762年 | 西大関 引退 0–0–8 | x            |
| 各欄の数字は、「勝ち-負け-休場」を示す。 優勝 引退 休場 十両 幕下 三賞：敢=敢闘賞、殊=殊勲賞、技=技能賞 その他：★=金星 番付階級：幕内 - 十両 - 幕下 - 三段目 - 序二段 - 序ノ口 幕内序列：横綱 - 大関 - 関脇 - 小結 - 前頭（「#数字」は各位内の序列） |                   |              |